# تيم سويني (لاعب هوكي جليد)
تيم سويني (بالإنجليزية: Tim Sweeney)‏ هو لاعب هوكي جليد أمريكي، ولد في 12 أبريل 1967 في بوسطن في الولايات المتحدة.

## وصلات خارجية
- تيم سويني على موقع دوري الهوكي الوطني (الإنجليزية)
- تيم سويني على موقع قاعة مشاهير الهوكي (لاعب أن.إتش.أل) (الإنجليزية)
- تيم سويني على موقع EliteProspects.com (الإنجليزية)
- تيم سويني على موقع HockeyDB.com (الإنجليزية)
- تيم سويني على موقع Hockey-Reference.com (الإنجليزية)
- تيم سويني على موقع أوليمبيديا (الإنجليزية)